# Список умерших в 528 году

## Март
- 31 марта — Сяомин-ди[кит.] — китайский император династии Северная Вэй (515—528); убит (отравлен матерью)

## Апрель
- 29 апреля — Аньело[фр.] — епископ Аосты (после 522—528)

## Май
- 17 мая:
  - Ху[кит.] — императрица-консорт и вдовствующая императрица династии Северная Вэй (515—528), жена и вдова императора Сюаньу-ди; казнена (утоплена);
  - Юань Юн[кит.] — императорский принц китайской династии Северная Вэй; казнён;
  - Юань Чжао[кит.] — император китайской династии Северная Вэй (528); убит (утоплен).

## Дата смерти неизвестна или требует уточнения
- Айлбе — ирландский епископ Эмли в Мунстере; святой, один из четырёх наиболее почитаемых католиками покровителей Ирландии.
- Аникия Юлиана — дочь римского императора Олибрия, покровительница искусств, меценат.
- Грегуар Осерский[фр.] — епископ Осера (516—528), святой католической церкви
- Гродо — правитель гуннов в Крыму, погиб в междоусобной борьбе.
- Джабала IV ибн аль-Харис[англ.] — правитель Гассанидов (512—528); погиб в битве при Танурисе
- Кутзес[фр.] — византийский полководец; погиб в битве при Танурисе или погиб в плену у Сасанидов
- Проклиано[порт.] — византийский наместник Финикии; погиб в битве при Танурисе
- Прокопий Газский — христианский ритор, богослов и экзегет, глава Газской школы риторики.
- Тиранкс[англ.] — генерал и суб-король или король гуннов, взят в плен и казнён византийцами
- Юстин[англ.] — византийский полководец; погиб в битве в Мезии